# Homorod
Homorod (in ungherese Homoród, in tedesco Hamruden) è un comune della Romania di 2304 abitanti, ubicato nel distretto di Brașov, nella regione storica della Transilvania.
Il comune è formato dall'unione di 3 villaggi: Homorod, Jimbor, Mercheașa.